# Гірські ліси Озарку
Гірські ліси Озарку (ідентифікатор WWF: NA0412) — неарктичний екорегіон помірних широколистяних та мішаних лісів, розташований на півдні Центральних США.

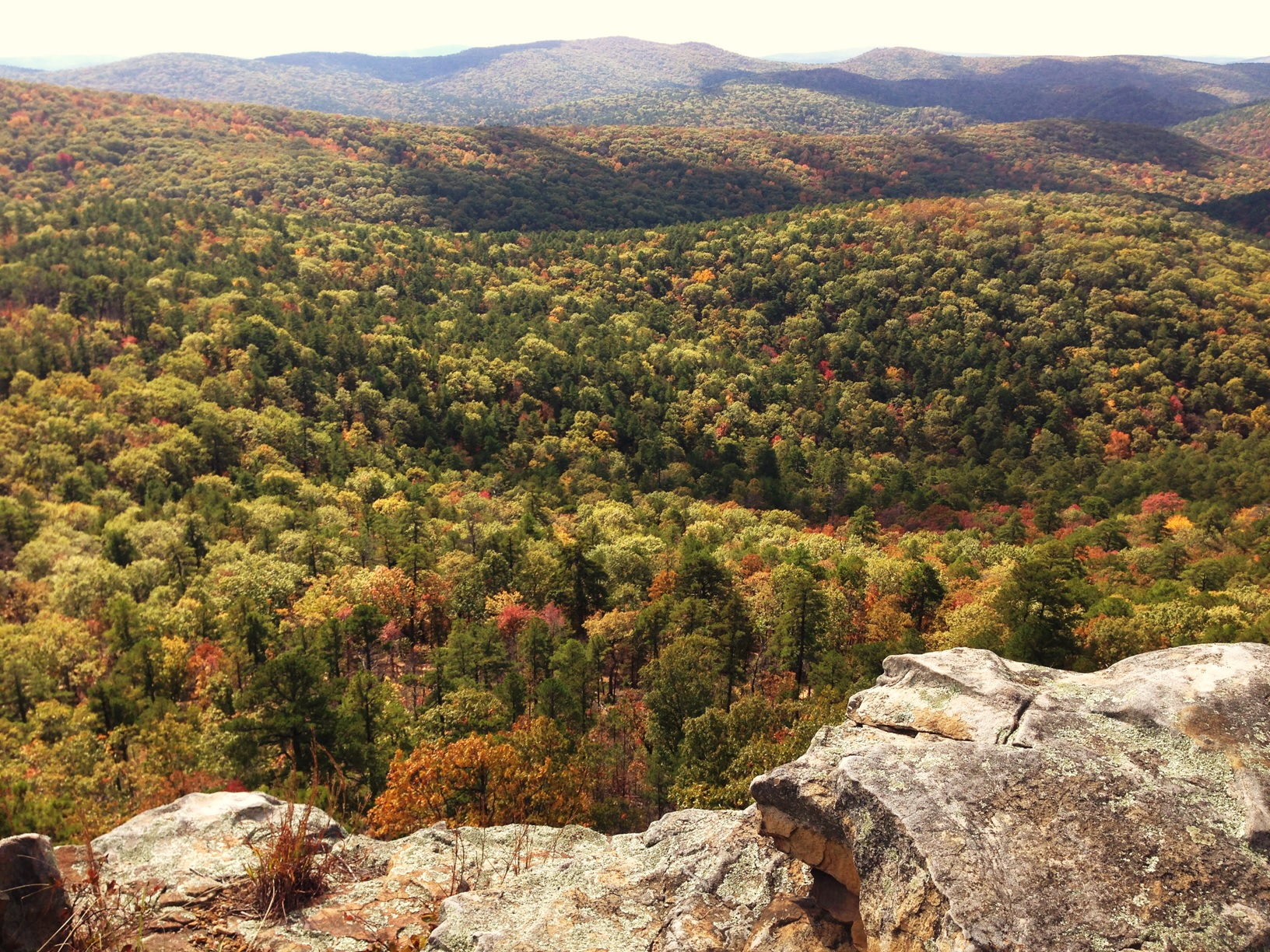
Національний ліс Національний ліс Уошито (Арканзас)

## Географія
Екорегіон гірських лісів Озарку простягається на 480 км із заходу на схід та на 225 км з півночі на південь через захід Арканзасу та південний схід Оклахоми. Він охоплює Бостонські гори, що складають південно-західну, найвищу частину великого плато Озарк, а також гори Уошито, розташовані на південь від них. Бостонські гори та гори Уошито розділені широкою долиною річки Арканзас і разом входять до системи Внутрішніх нагір'їв США.
Бостонські гори являють собою глибоко розчленоване плато, а більш високі гори Уошито складаються з низки гірських хребтів, що простягаються із заходу на схід, і перемежовуються глибокими долинами. Найвищою вершиною гір Уошито є гора Мегезін заввишки 839 м. Це найвища вершина Внутрішніх нагір'ів та найвища гора, розташована між Скелястими горами та Аппалачами в США.
З геологічної точки зору основу Бостонських гір складають пізньокарбонові пісковики, глинисті сланці та алевроліти. Вапняків та доломітів тут зустрічається менше, ніж на решті Озарку. Основою складчастих гір Уошито є палеозойські пісковики, сланці та флінти, а Арканзаської долини — карбонові пісковики, сланці та алевроліти. Ерозія, яка відбувалася в екорегіоні останні 300 мільйонів років, значно вплинула на ландшафт регіону та сформувала його вивітрені, малородючі червоноземи.
На заході екорегіон переходить у перехідні лісостепи Центральних Сполучених Штатів, на півночі — у широколистяні ліси Центральних Сполучених Штатів, на сході — у ліси Міссісіпської низовини, а на півдні — у ліси Пайні-Вудсу.

## Клімат
В межах екорегіону домінує вологий субтропічний клімат (Cfa за класифікацією кліматів Кеппена), який характеризується спекотним, дощовим літом та м'якою зимою. Середня температура в регіоні становить 15-16 °C, а взимку температура може опускатися нижче 0 °C. Середньорічна кількість опадів коливається від 1000 до 1500 мм, які рівномірно розподілені протягом року.

## Флора
Основними рослинними угрупованнями екорегіону є дубово-гікорієві ліси, основу яких складають північні червоні дуби (Quercus rubra), південні червоні дуби (Quercus falcata), білі дуби (Quercus alba) та чорні гікорі (Carya texana). На південних та південно-західних схилах, на сухих, неглибоких, бідних на поживні речовини ґрунтах зустрічаються дубово-гікорієво-соснові ліси, основу яких складають короткохвойні сосни (Pinus echinata) та зірчасті дуби (Quercus stellata), а також кленолисті дуби (Quercus acerifolia), рідкісні ендеміки гір Уошито. На порушених ділянках ростуть короткохвойні сосни (Pinus echinata) та віргінські яловці (Juniperus virginiana).
Рослинний покрив Арканзаської долини представлений мозаїкою лісів, рідколісь, прерій і дубових саван, що зустрічаються на схилах, та низинних листяних лісів, поширених в заплавах та на низьких терасах. Основу заплавних лісів складають великоплоді дуби (Quercus macrocarpa), західні платани (Platanus occidentalis), американські амброві дерева (Liquidambar styraciflua), трикутнолисті тополі (Populus deltoides), пенсильванські ясени (Fraxinus pennsylvanica), гікорі-пекан (Carya illinoinensis), цукрові каркаси (Celtis laevigata), американські в'язи (Ulmus americana) та різні види верби (Salix spp.).
Також в екорегіоні зустрічаються гірські дубові ліси, в яких домінують білі дуби (Quercus alba) або зірчасті дуби (Quercus stellata), сухі дубові ліси, в яких домінують зірчасті дуби (Quercus stellata), мерілендські дуби (Quercus marilandica) або шарлатові дуби (Quercus coccinea), мезофільні дубові ліси, в яких переважають
червоні дуби (Quercus rubra), білі дуби (Quercus alba) та різні види гікорі (Carya spp.), сосно-дубові ліси та рідколісся, в яких переважають короткохвойні сосни (Pinus echinata) та різні види дубів (Quercus spp.) та різнотравні або осокові низинні болота. Серед вапнякових скель Уошито зустрічаються пустища та вапнякові галявини.

## Фауна
В межах екорегіону зустрічається близько 60 видів ссавців та понад 190 видів птахів. Серед поширених в екорегіоні ссавців слід відзначити білохвостого оленя (Odocoileus virginianus), барибала (Ursus americanus), койота (Canis latrans), звичайну лисицю (Vulpes vulpes), сіру лисицю (Urocyon cinereoargenteus), руду рись (Lynx rufus), довгохвосту ласицю (Neogale frenata), смугастого скунса (Mephitis mephitis), східного плямистого скунса (Spilogale putorius), флоридського кролика (Sylvilagus floridanus), водяного кролика (Sylvilagus aquaticus), сіру вивірку (Sciurus carolinensis), лисячу вивірку (Sciurus niger), звичайного ракуна (Procyon lotor), лісового бабака (Marmota monax), східного бурундука (Tamias striatus), південну літягу (Glaucomys volans), віргінського опосума (Didelphis virginiana), дев'ятипоясного броненосця (Dasypus novemcinctus) та східного лісового хом'яка (Neotoma floridana). На берегах річок та озер поширені канадські бобри (Castor canadensis), канадські видри (Lontra canadensis), річкові візони (Neogale vison) та болотяні ондатри (Ondatra zibethicus). Руді вовки (Canis rufus), північноамериканські пуми (Puma concolor couguar), рівнинні бізони (Bison bison bison) та східні вапіті (Cervus canadensis canadensis) були винищені в регіоні.
Серед поширених в екорегіоні птахів слід відзначити віргінську перепелицю (Colinus virginianus), великого індика (Meleagris gallopavo), північну зенаїду (Zenaida macroura), північного кукліло (Coccyzus americanus), північну сплюшку (Megascops asio), неоарктичну сову (Strix varia), білоголового орлана (Haliaeetus leucocephalus), віргінського пугача (Bubo virginianus), флоридського дятла (Leuconotopicus borealis), рубіновогорлого колібрі (Archilochus colubris), гострочубу синицю (Baeolophus bicolor), королівського тирана (Tyrannus tyrannus), чубатого копетона (Myiarchus crinitus), оливкового піві-малюка (Empidonax virescens), жовтогорлого віреона (Vireo flavifrons), мандрівного дрозда (Turdus migratorius), горихвісткового пісняра (Setophaga ruticilla), чорногорлого пісняра-лісовика (Setophaga virens) та червоного кардинала (Cardinalis cardinalis).
Прісноводні екосистеми регіону вирізняються високим різноманіттям. В струмках і річках, що стікають з гір Уошито, живуть ендемічні уошитські струмкові саламандри (Eurycea subfluvicola), уошитські темні саламандри (Ouachita dusky salamander), а також низка ендемічних лісових саламандр (Plethodon). Серед інших ендеміків екорегіону слід відзначити дощового черв'яка Мінса (Diplocardia meansi). Ці дощові черв'яки є другими за довжиною черв'яками США і вирізняються біолюмінесценцією: при натисканні або ударі вони виділяють рідину, яка світиться в темноті.

## Збереження
Значна частина рослинного покриву екорегіону була знищена або значно деградувала. Особливо постраждали ліси в долині Арканзасу, які були майже повністю знищені. Тим не менш, у високогір'ях Бостонських гір та гір Уошито зустрічаються залишки пралісів. Основною загрозою для збереження природи екорегіону є розвиток сільського господарства, лісозаготівля, гасіння пожеж та перевипас худоби.
Оцінка 2017 року показала, що 8567 км², або 12 % екорегіону, є заповідними територіями. Основною природоохоронною територію регіону є Національний ліс Уошито, найстаріший національний ліс на сході США, заснований у 1907 році. Загальна площа цього заповідника становить понад 7200 км², з яких майже 3200 км² вкриті незайманими пралісами. Серед інших природоохоронних територій екорегіону слід відзначити Національний ліс Озарк, Державний парк Дейсі, Державний парк гори Мегезін, Державний парк Петіт-Джин та Державний парк Біверс-Бенд.